# Coppa Colli Briantei Internazionale
La Coppa Colli Briantei Internazionale est une course cycliste italienne disputée autour de Sovico dans la province de Milan. Créée en 1953, elle est organisée par le Velo club Sovico. Elle fait partie de l'UCI Europe Tour de 2005 à 2009 en catégorie 1.2. En 2010, la course est rétrogradée en catégorie nationale.

## Palmarès
| Année | Vainqueur            | Deuxième           | Troisième         |
| ----- | -------------------- | ------------------ | ----------------- |
| 1953  | Alfredo Zagano       |                    |                   |
| 1954  | L. Rapaccioli        |                    |                   |
| 1955  | L. Brioschi          |                    |                   |
| 1956  | E. Muscolino         |                    |                   |
| 1957  | Alfredo Bonariva     |                    |                   |
| 1970  | M. Fedeli            |                    |                   |
| 1971  | D. Zampin            |                    |                   |
| 1972  | G. Tacca             |                    |                   |
| 1973  | Aldo Forza           |                    |                   |
| 1974  | S. Rota              |                    |                   |
| 1975  | Maurizio Mantovani   |                    |                   |
| 1976  | Alessandro Pozzi     |                    |                   |
| 1977  | Marco Cattaneo       |                    |                   |
| 1978  | Silvestro Milani     |                    |                   |
| 1979  | Walter Delle Case    |                    |                   |
| 1980  | Alberto Saronni      |                    |                   |
| 1981  | Silvestro Milani     |                    |                   |
| 1982  | Alberto Volpi        |                    |                   |
| 1983  | Alberto Volpi        |                    |                   |
| 1984  | Dario Montani        |                    |                   |
| 1985  | Luigino Giovenzana   |                    |                   |
| 1986  | Angelo Tosi          |                    |                   |
| 1987  | Raimondo Vairetti    |                    |                   |
| 1988  | Corrado Capello      |                    |                   |
| 1989  | Davide Bramati       |                    |                   |
| 1990  | Mario Mantovani      |                    |                   |
| 1991  | Alessandro Pozzi     |                    |                   |
| 1992  | Daniele Nardello     |                    |                   |
| 1993  | Roberto Dal Sie      |                    |                   |
| 1994  | Ivano Zuccotti       |                    |                   |
| 1995  | Ivano Zuccotti       |                    |                   |
| 1996  | Marino Bianchi       | Massimo Codol      | Emiliano Murtas   |
| 1997  | Vladimir Duma        |                    |                   |
| 1998  | Sergey Lelekin       |                    |                   |
| 1999  | Eddy Ratti           |                    |                   |
| 2000  | Paolo Bono           |                    |                   |
| 2001  | Marco Corsini        |                    |                   |
| 2002  | Christian Murro      |                    |                   |
| 2003  | Paolo Bailetti       | Ruslan Pidgornyy   | Marco Marzano     |
| 2004  | Maurizio Girardini   | Fabio Negri        | Francesco Gavazzi |
| 2005  | Harald Starzengruber | Alexander Efimkin  | Aristide Ratti    |
| 2006  | Marco Cattaneo       | Bruno Rizzi        | Francesco Tizza   |
| 2007  | Emanuele Moschen     | Fausto Fognini     | Daniel Oss        |
| 2008  | Leigh Howard         | Giovanni Carini    | Samuele Marzoli   |
| 2009  | Maurizio Anzalone    | Jonathan Monsalve  | Gianluca Maggiore |
| 2010  | Andrea Palini        | Maksym Averin      | Eugenio Alafaci   |
| 2011  | Maurizio Gorato      | Cristiano Monguzzi | Siarhei Novikau   |
| 2012  | Siarhei Papok        | Mattia Pozzo       | Mirko Nosotti     |
| 2013  | Davide Colnaghi      | Riccardo Varè      | Andrea Colnaghi   |
| 2014  | Alessandro Prato     | Anselmo Barbierato | Andrea Lissoni    |
| 2015  | Federico Mascheroni  | Davide Ferrari     | Andrea Barbierato |